# Opéra vertical
Pour plus de détails, voir Fiche technique et Distribution.
Opéra vertical est un film documentaire français paru en 1984 réalisé par Jean-Paul Janssen et produit par Sylvain Dommergue et Hervé Maziol, mettant en scène le grimpeur Patrick Edlinger.

## Synopsis
Les scènes d'escalade se déroulent dans le Verdon, un site célèbre de ce sport. Le film s'ouvre sur un entrainement du grimpeur puis montre la réalisation de « l'Ange en Décomposition » dans lequel il tombe volontairement pour montrer l'utilité de la corde. Enfin, la scène finale, d'anthologie, est constituée d'un gros plan effectué sur Edlinger qui gravit en solo intégral et pieds nus une voie difficile du Verdon au-dessus de centaines de mètres de vide, le tout sur une musique lyrique. Il s'agit de Wie furchtsam wankten meine Schritte, l'air pour voix d'alto de la cantate BWV 33 de Jean-Sébastien Bach, une musique non sans rapport avec le sujet du documentaire : « que mes pas étaient chancelants et craintifs ». 

## Fiche technique
- Titre : Opéra vertical
- Réalisation : Jean-Paul Janssen
- Scénario : Jean-Paul Janssen
- Photographie : Gilbert Loreaux et Robert Nicod
- Montage : Sylvie Bernard et Maurice Rebeix
- Production :
- Société de production :
- Pays :  France
- Genre : Documentaire
- Durée : 27 minutes
- Dates de sortie : 
  -  France : 1982